# Czaryszskoje (rejon ust-kałmański)
Czaryszskoje (ros. Чарышское) – wieś w Rosji, w Kraju Ałtajskim, w rejonie ust-kałmańskim. W 2010 liczyła 1314 mieszkańców.